# 元木湧
元木 湧（もとき わく、2001年〈平成13年〉 11月26日 - ）は、日本の俳優、歌手、タレント、アイドル。ジュニア内男性アイドルグループ・少年忍者のメンバー。
東京都出身。STARTO ENTERTAINMENT所属。

## 来歴
2013年6月23日にジャニーズ事務所に入所。2018年からは派生ユニットである5忍者や、少年忍者のメンバーとして活動する。
2023年、『SEVEN−西遊記7つの戦い−』でミュージカル単独初主演を務める。

## 人物
特技は小学校2年生から中学3年生まで続けていた野球。ポジションはセカンドで、中学生時は部活とクラブチームの両方に所属していた。趣味はスニーカー集め、寝ること。

## 出演

### 舞台
- 滝沢歌舞伎 2017（2017年4月6日 - 5月14日、新橋演舞場）[7]
- ジョセフ・アンド・アメージング・テクニカラー・ドリームコート（2022年4月7日 - 29日、日生劇場 / 5月5日 - 7日、刈谷市総合文化センター アイリス 大ホール / 5月12日 - 16日、オリックス劇場）[注釈 1] - ベンジャミン 役[10][11]
- ミュージカル・ショー『SEVEN−西遊記7つの戦い−』（2023年11月4日 - 19日、品川プリンスホテル クラブeX / 11月25日・26日、森ノ宮ピロティホール） - 主演・孫悟空 役[5][12]
- WBBvol.25『バンクパック』（2024年6月1日 - 10日、紀伊國屋サザンシアター TAKASHIMAYA） - 主演・藤澤智彦 役[13]
- サマータイムマシン・ブルース（2025年10月22日 - 11月2日〈予定〉、IMM THEATER / 11月6日・7日〈予定〉、COMTEC PORTBASE / 11月12日 - 16日〈予定〉、サンケイホールブリーゼ） - 石松 役[14]

### テレビドラマ
- 青のSP―学校内警察・嶋田隆平― 第1話（2021年1月12日、関西テレビ・フジテレビ）[15] - 慶城附属中学校の生徒 役
- やっぱりおしい刑事 第5話（2021年4月11日、NHK BSプレミアム） - 韮崎大輝 役
- 文豪少年!〜ジャニーズJr.で名作を読み解いた〜 第9話（2021年5月16日、WOWOW） - 主演・茂之 役[16][17]

### 映画
- 東西ジャニーズJr. ぼくらのサバイバルウォーズ （2022年4月1日公開、松竹） - 鶴見 役[18]

### ネット配信
- ワイルドトリッパー!!（2025年4月10日予定 - 、Prime Video）[19]

### コンサート
- マイナビ サマステライブ2023 俺たちがミライだ!!（2023年8月27日、EX THEATER ROPPONGI） - PAISEN応援隊として出演[20][21]

### イベント
- 駆アガル！〜あべこべ男子に憧れて〜（2025年3月22日・23日、ぴあアリーナMM）[22][23]